# Memnon d'Éphèse
Memnon d'Éphèse est l'évêque (vers 428-440) de la métropole d'Asie, Éphèse, lors de la réunion du Troisième concile œcuménique en 431. À ce titre, il joue un rôle important dans le déroulement du concile en tant qu'allié de Cyrille d'Alexandrie, pour garantir la victoire du parti alexandrin. Arrêté et déposé pour ses actions, il regagne son évêché en 433 après la réconciliation entre Cyrille et Jean d'Antioche.